# Van (jezero)
Van (turski: Van Gölü) je najveće jezero u Turskoj. Nalazi se u pokrajini Van, na istoku zemlje, u blizini grada Vana.
Jezero ima površinu od 3755 km2, a dugo je 119 km. Nalazi se na nadmorskoj visini od 1640 m, a doseže dubinu od 451 m. U jezero se ulijevaju veliki broj manjih vodenih tokova koji teku s okolnih planina, dok se jezero ne izlijeva. Ovo je najveće jezero na svijetu koje nema odvodni kanal. Nekad je postojala rijeka koja je odvodila vodu iz jezera, no blokirana je zbog erupcije prapovijesnog vulkana. Jezero je alkalne pH vrijednosti i dosta slano, zbog čega se zimi ne zamrzava (osim ponekad uz plitke sjeverne obale), unatoč nadmorskoj visini od 1640 metara i oštrim zimama na ovom području.